# Schillerplatz (Chemnitz)
Der Schillerplatz in Chemnitz ist eine Parkanlage im Zentrum der Innenstadt. Er erhielt seinen Namen 1859 anlässlich des 100. Geburtstages von Friedrich Schiller und wurde seit 1890 planmäßig ausgebaut.

## Lage
Der Platz befindet sich in unmittelbarer Nähe des Böttcher-Baus der Technischen Universität Chemnitz und unweit des Hauptbahnhofes. Er wird von Ost nach West durch die Straße der Nationen, das Hotel Chemnitzer Hof, die St. Petrikirche, die Karl-Liebknecht-Straße, sowie im Norden durch die ehemalige Aktienspinnerei begrenzt. Die Richard-Tauber-Straße wie auch die Georgstraße verlaufen durch den Platz. Nördlich der Georgstraße befindet sich der Omnibusbahnhof Chemnitz. Ein weiteres bedeutendes Gebäude in unmittelbarer Nähe ist die Alte Hauptpost.

## Geschichte
Die Anlagen des Schillerplatzes entstanden nach den Plänen des kaufmännischen Direktors Götze der Aktienspinnerei. 
Siehe auch: Geschichtsteil des Artikels Theaterplatzes

## Bilder-Galerie

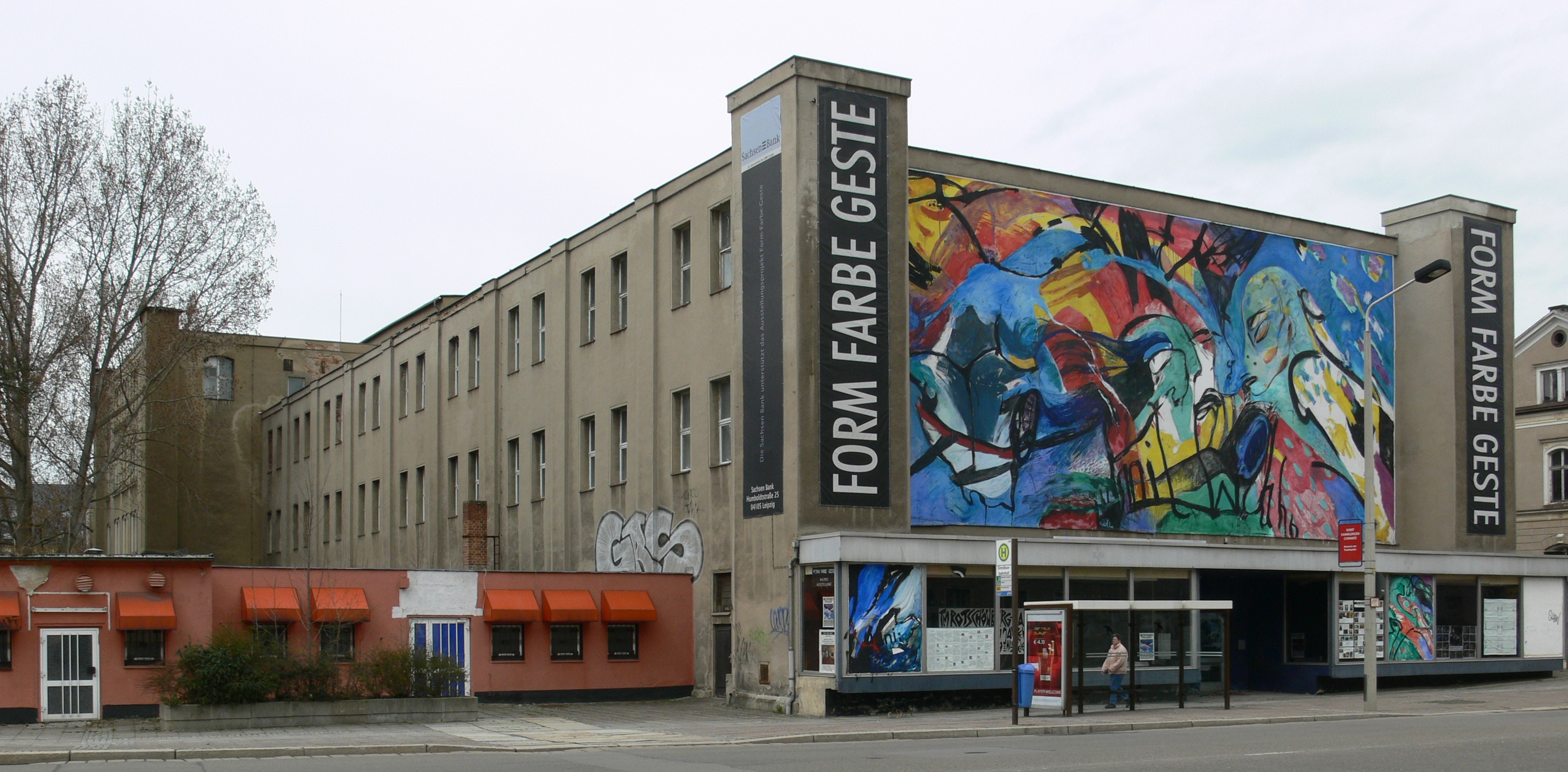
Nördliche Begrenzung des Schillerplatzes durch die Alte Aktienspinnerei
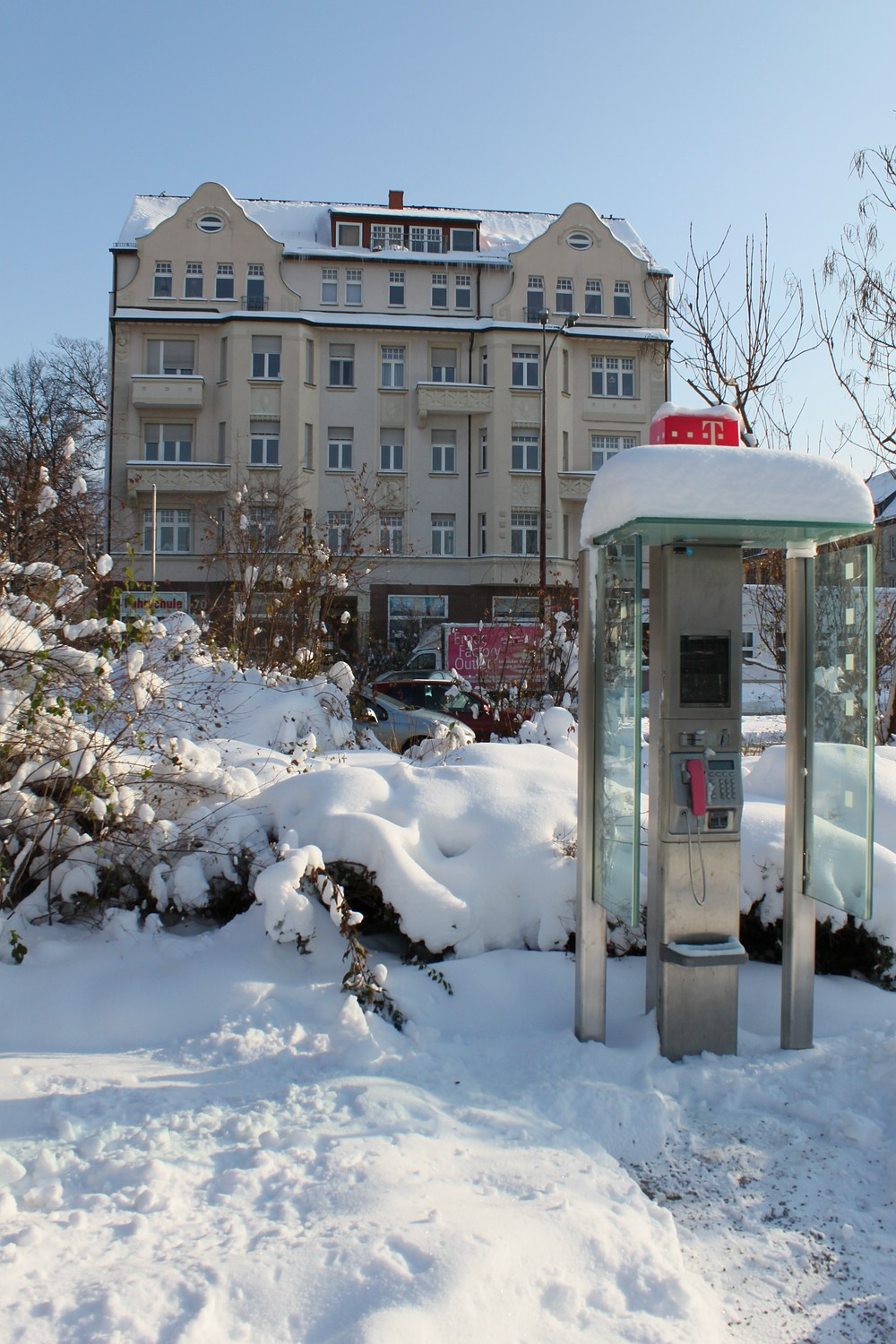
Historische Bebauung um 1900 am Schillerplatz
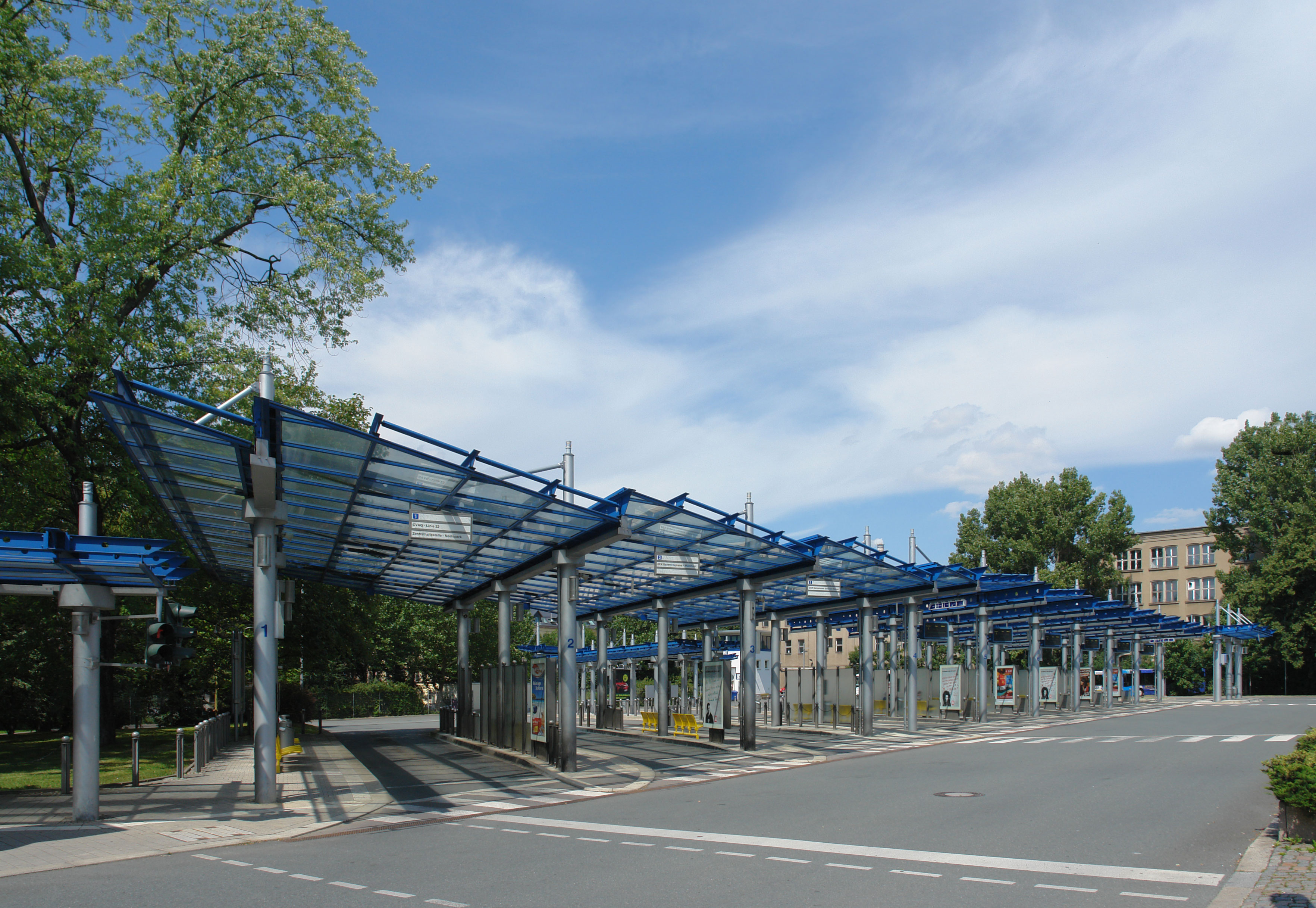
Der Omnibusbahnhof liegt
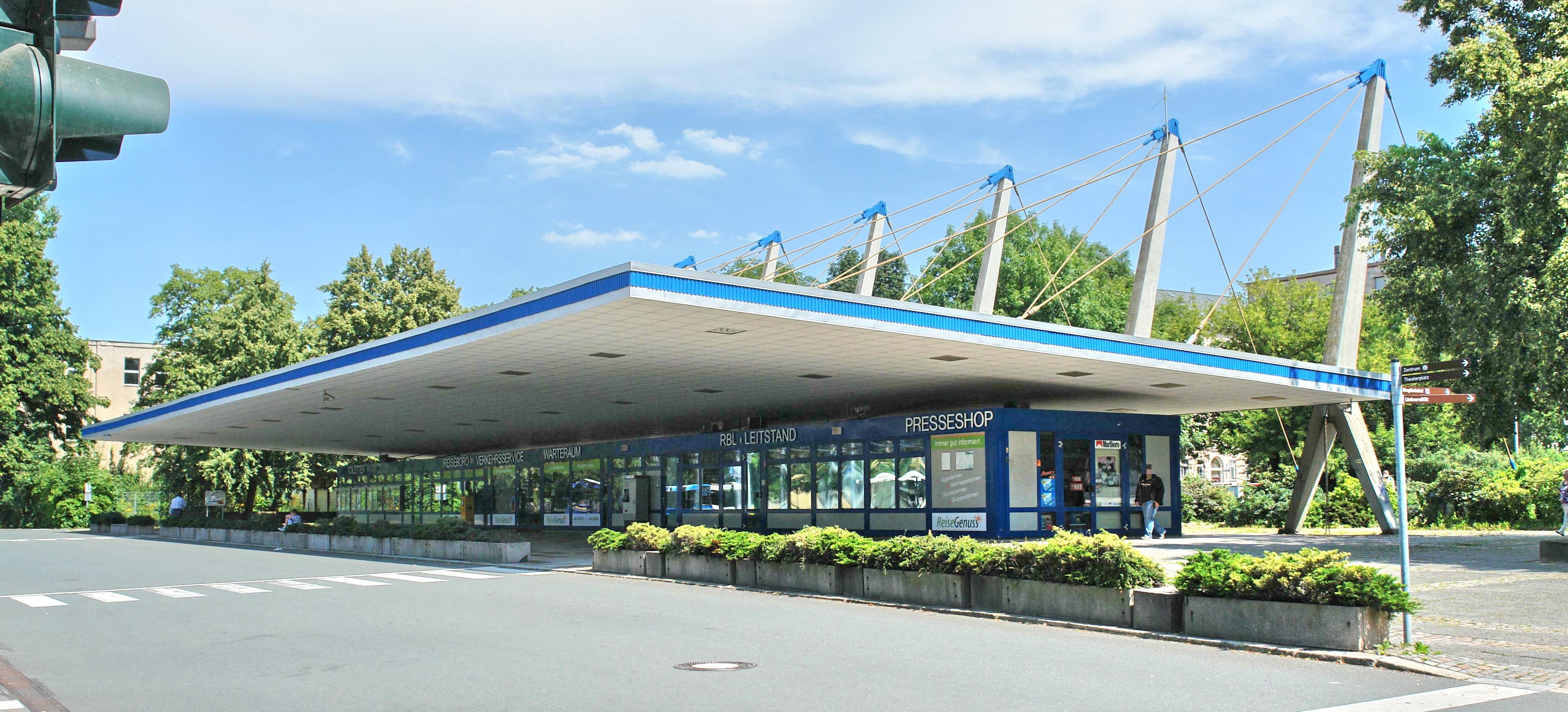
direkt davor.